# Polymorphomyia footei
Polymorphomyia footei är en tvåvingeart som beskrevs av Korytkowski 1971. Polymorphomyia footei ingår i släktet Polymorphomyia och familjen borrflugor.
Artens utbredningsområde är Peru. Inga underarter finns listade i Catalogue of Life.